# Земмури
Земмури (араб. زموري‎, фр. Zemmouri) — коммуна на севере Алжира, на территории вилайета Бумердес, округа Бордж-Менайель.

## Географическое положение
Коммуна находится в северной части вилайета, на высоте 91 метр над уровнем моря.
Коммуна расположена на расстоянии приблизительно 58 километров к востоку от столицы страны Алжира и в 13 километрах к востоку от административного центра вилайета Бумердеса.

## Демография
По состоянию на 2008 год население составляло 26 408 человек.
Динамика численности населения коммуны по годам:
| 1977   | 1987   | 1998   | 2008   |
| ------ | ------ | ------ | ------ |
| 10 920 | 15 593 | 21 012 | 26 408 |